# Amarildo de Jesus Santos
Amarildo de Jesus Santos (født 6. juli 1986) er en tidligere brasiliansk fodboldspiller.
Han har spillet for flere forskellige klubber i sin karriere, herunder Shonan Bellmare.